# Richard Grosvenor (1er comte Grosvenor)

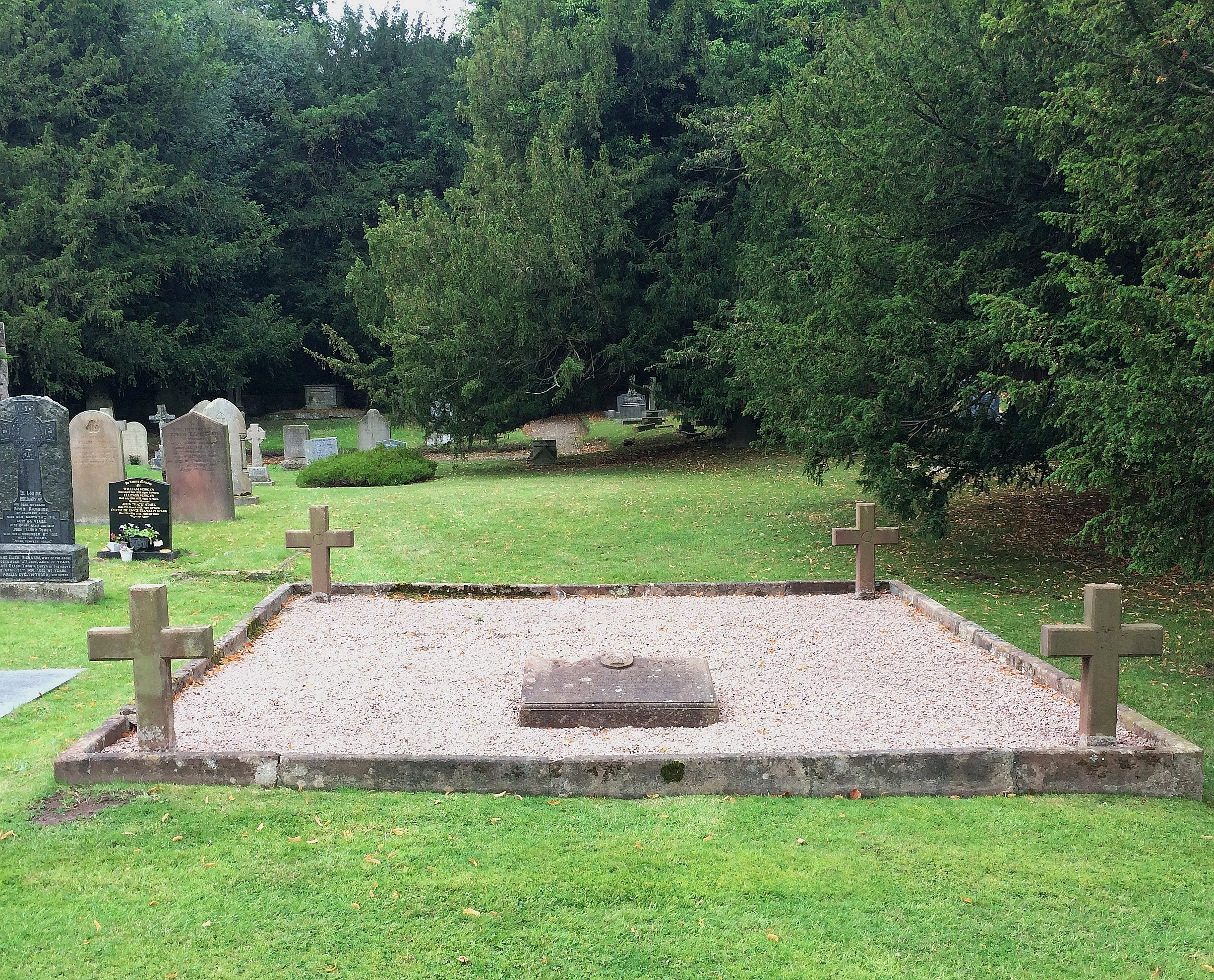
St Mary's Church, Eccleston - Le boîtier qui marque l'emplacement de la Grosvenor caveau familial au sein de l'ancienne église démolie

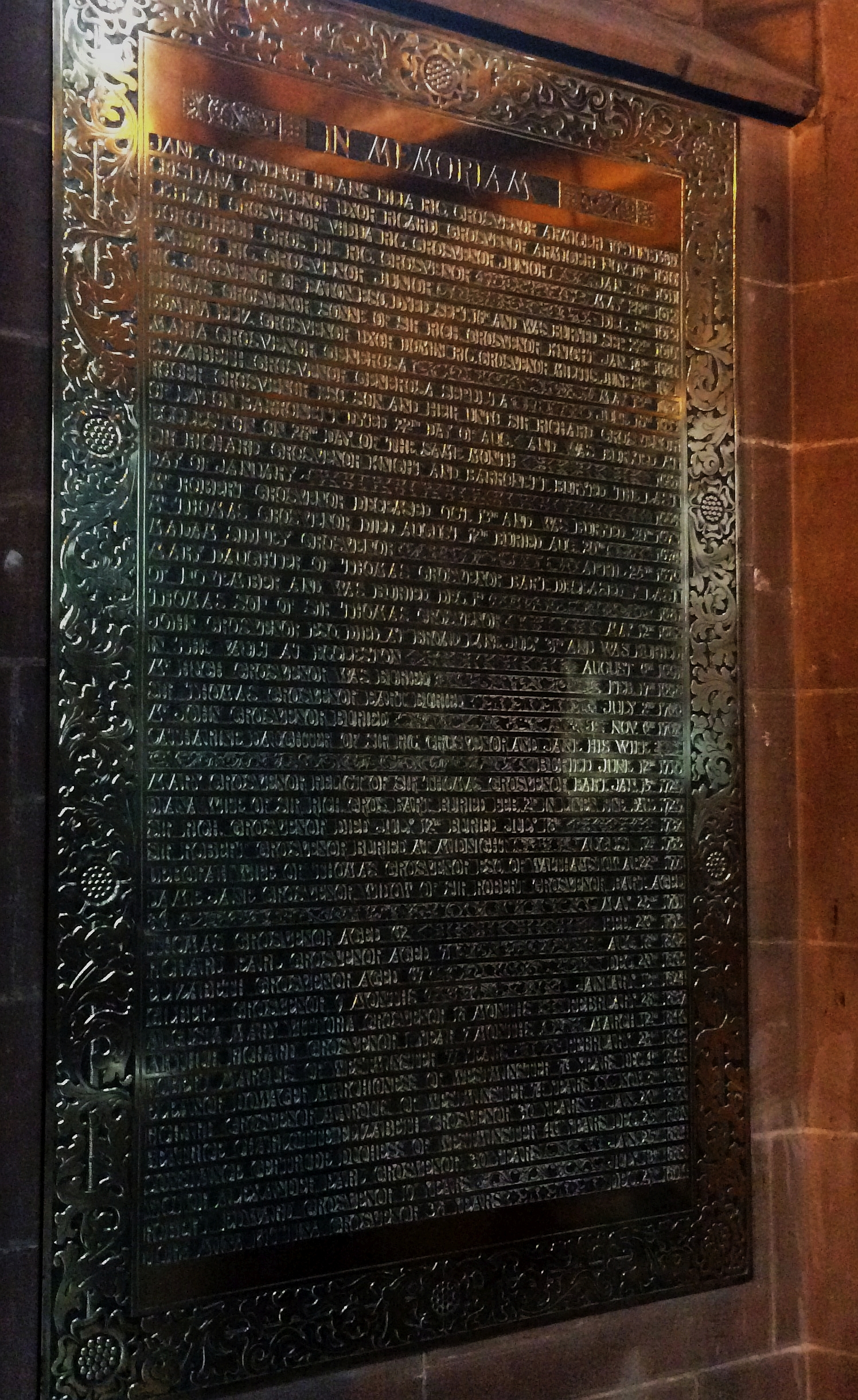
St Mary's Church, Eccleston - La tablette dans la nouvelle église qui répertorie les Grosvenors enterré dans l'ancienne église démolie

Richard Grosvenor, 1er comte Grosvenor (18 juin 1731 – 5 août 1802), connu comme Sir Richard Grosvenor, baronnet entre 1755 et 1761 et Lord Grosvenor entre 1761 et 1784, est un aristocrate britannique, propriétaire de chevaux de course et collectionneur d'art. Il est créé baron Grosvenor en 1761 et en 1784, devient à la fois le vicomte de Belgrave et comte Grosvenor.

## Famille
Richard Grosvenor est né à Eaton Hall, Cheshire, le fils aîné de Sir Robert Grosvenor (6e baronnet). Il fait ses études à Oriel College, obtient un MA en 1751, et DCL en 1754.

## Vie politique
Il est député pour Chester en 1754 et continue de représenter la ville jusqu'en 1761, quand il devient baron Grosvenor et est nommé à la Chambre des lords. Il est maire de Chester en 1759 et en 1769, il paye pour la construction de la Eastgate dans la ville. Grosvenor étend son domaine par l'achat du village de Belgrave, et du manoir de Eccleston en 1769. Il devient 7e baronnet à la mort de son père en 1755.
Grosvenor est un Tory, comme son père, mais plus tard, il se rallie aux idées de William Pitt l'Ancien. En 1758, il se déclare en faveur du ministère Pitt–Newcastle et par la suite, il est créé baron Grosvenor en 1761. Toutefois, lorsque John Stuart (3e comte de Bute) devient Premier Ministre l'année suivante, Grosvenor change d'allégeance. Puis, quand Pitt reprend le pouvoir dans le ministère Chatham de 1766-68, Grosvenor le soutient. Pendant les années 1770, il soutient Frederick North pendant la Guerre d'indépendance des États-Unis. Il vote contre la loi de Charles James Fox sur l'Inde, en 1783, et est récompensé par William Pitt le Jeune avec le titre de comte Grosvenor l'année suivante.

## Intérêts personnels
Il s'intéresse à l'acquisition d'œuvres d'art et aux courses de chevaux. Il est aussi le principal mécène de l'écrivain satirique et journaliste William Gifford. Pour sa collection d'art, il acquiert des œuvres en provenance d'Italie, et achète des peintures de Benjamin West (notamment la peinture de La Mort du général Wolfe), Thomas Gainsborough, Richard Wilson et George Stubbs. En 1788, une collection d'œuvres littéraires composé à Eaton est publié comme Le Eaton Chronique, ou Le Sel de la Boîte. Grosvenor est nommé Fellow de la Royal Society en 1777. Pour élever ses chevaux de course Grosvenor établit ses Haras à Wallasey et à Eaton. Ses chevaux remportent le Derby d'Epsom à trois reprises et les Chênes à six reprises. Ses couleurs de courses sont jaunes, avec un capuchon noir.
Dans les années 1760, il occupe Aubrey House à Campden Hill dans le secteur de Holland Park. Un London County Council plaque bleue commémore Grosvenor et les autres habitants de la maison.

## Mariage et descendance
Le 19 juillet 1764 il épouse Henriette Vernon, fille de Henry Vernon et ils ont quatre fils. Cependant, le mariage n'est pas heureux, et Henriette a une liaison avec Henri de Cumberland et Strathearn, le frère cadet de Georges III. Le couple est découvert en flagrant délit en 1769, ce qui conduit Grosvenor à intenter une action contre le duc pour Adultère. Il obtient des dommages-intérêts de 10 000 livres sterling, qui, ensemble, avec les coûts s’élèvent à un montant de £13,000 (£1,630,000 en 2015). Mais Grosvenor est aussi connu pour être coupable d'adultère lui-même, étant régulièrement à la recherche de prostituées autour de Leicester Square, de sorte qu'il ne peut pas intenter une action en divorce. Le couple s'est séparé et il accorde une allocation annuelle de 1 200 € à son ex-femme, qui est entrée dans le demi-monde et est l'une des principales membres de La Nouvelle "Femelle Coterie".
Grosvenor est décédé à Earls Court en 1802 et est enterré dans le caveau de la famille au St Mary's Church, Eccleston. Sa fortune s'élevait à £70,000 (£5,640,000 en 2015),, mais ses dettes étaient « de plus de 100 000 £ » (8 050 000 £ en 2015). Son fils aîné Robert lui succède.